# Эфра (океанида)
Эфра (др.-греч. Αἴθρα) — персонаж древнегреческой мифологии. Согласно Мусею, океанида, родила 5 гиад и 7 плеяд от Атланта.
По Гигину, она родила 15 плеяд от Атланта. По Тимею, мать Гиад и Плеяд. Мать Гианта. Отождествляется с Плейоной, в других версиях они различаются.